# Dóžecí palác (Benátky)
Dóžecí palác, italsky Palazzo Ducale, dostal svou podobu především ve 14. století, a patří proto k nejvýznamnějším památkám gotické architektury nejen v Benátkách, ale i v celé Itálii.

## Historické poznámky
Palác byl sídlem  benátských dóžat, vládní rady Benátské republiky, Rady deseti, soudního dvora a tajné policie, včetně vězení. Původní budova, postavená na počátku 9. století jako pevnost, v letech 976 a 1106 dvakrát vyhořela. Dnešní tři palácová křídla se začala stavět po roce 1314 a byla dokončena 1419. Odstranění zbytků původní pevnosti umožnilo postavit dvě řady lodžií s arkádami z istrijského kamene, zatímco fasáda paláce byla obložena bílým a růžovým veronským mramorem. Palác ještě dvakrát vyhořel (1574 a 1577), byl určen k demolici, ale jeho rekonstrukce představovala menší finanční náklady než jeho nová výstavba. Provedená rekonstrukce paláce, původně postaveného ve stylu benátské gotiky s byzantskými prvky, byla již pozdně renesanční slohovou úpravou. 
Po pádu Benátské republiky (1797) v paláci působily správní úřady. V roce 1866 palác převzala Italská republika. Následně byla budova několikrát rekonstruována, aby od roku 1923 až do současnosti sloužila jako sídlo Občanského muzea, jež je součástí Fondazione Musei Civici di Venezia.

## Stavitelé  paláce
O stavitelích budovy paláce existují jen neúplné zprávy. Předpokládá se, že jedním z nich mohl být Filippo Calendario (před 1315–1355), kterému se někdy připisují i sousoší v rozích paláce (Šalamounův soud, Pád Adama a Evy a Noemovo opilství). Jižní křídlo paláce přivrácené k laguně bylo postaveno do roku 1350 a výzdoba okna v jeho fasádě byla dokončena do začátku 15. století. V letech 1422 až 1438 bylo postaveno západní křídlo přiléhající k Piazzettě. 

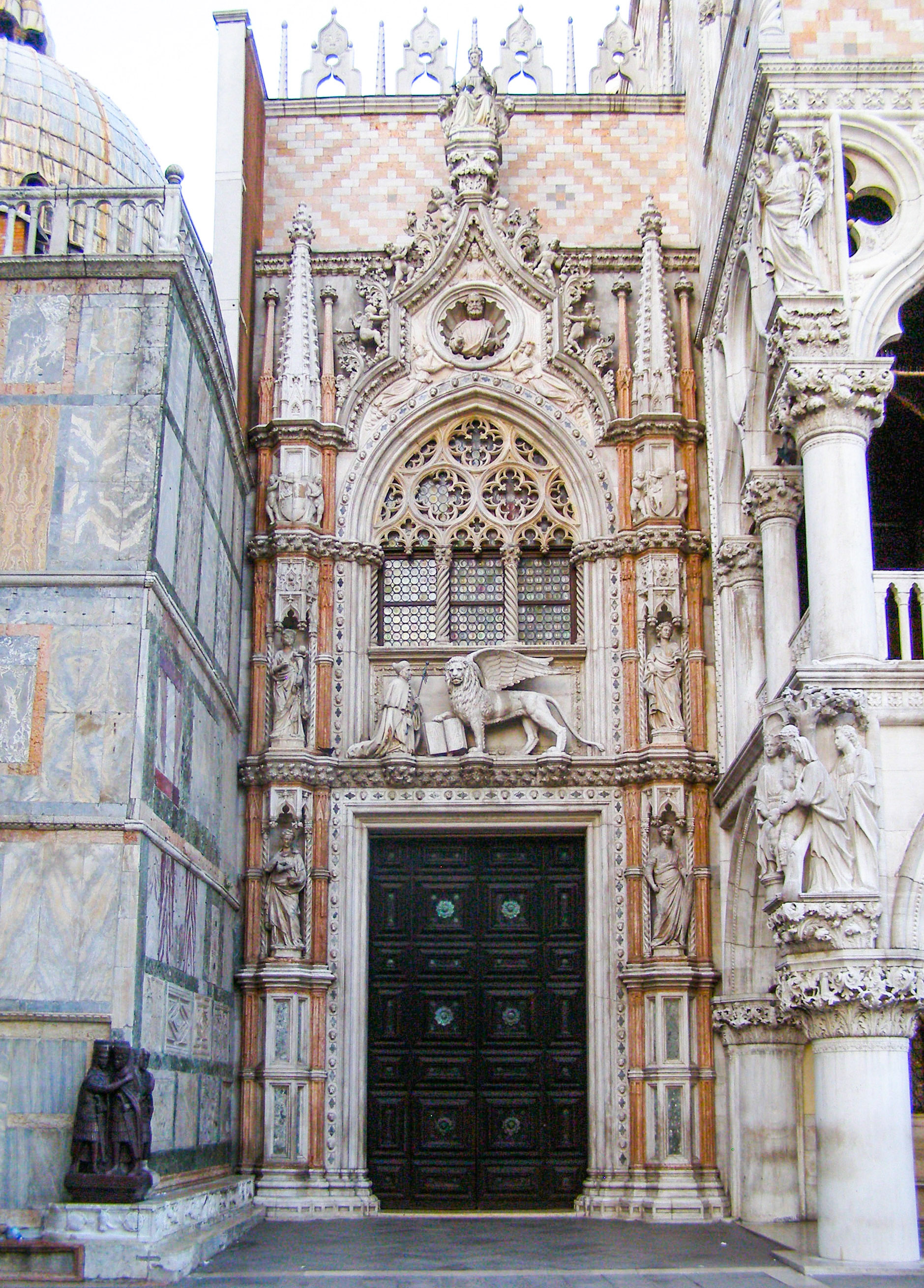
Porta della Carta s postavou dóžete Francesca Foscariho klečící před lvem sv. Marka; 1436/42, Dóžecí palác, Benátky)

Západní křídlo paláce se v prostoru přiléhajícím k bazilice svatého Marka honosí krásným pozdně gotickým portálem zvaným Porta della Carta, který navrhli a částečně i zhotovil Bartolomeo Bon (1400/10–1464/67) společně se svým otcem Giovanni Bonem (asi 1355–1443) a dalšími spolupracovníky mezi roky 1436 a 1442. Na bráně je zobrazen dóže Francesco Foscari klečící před lvem svatého Marka.
Východní křídlo bylo po požáru v roce 1483 přestavěno podle plánů architekta a sochaře Antonia Rizziho (asi 1439 – asi 1499). Stavebně bylo dokončeno až na počátku 17. století. Podle návrhu tohoto architekta bylo zbudováno i schodiště Scala  dei Giganti nacházející se na vnitřním nádvoří paláce. Na horní části schodiště jsou umístěny dvě sochy, socha boha Marta a boha Neptuna od Jacopa Sansovina (1486–1570). V 17. století byla na druhé straně Rio del Palazzo postavena ještě budova nové věznice spojená s palácem prostřednictvím Ponte dei Sospiri (Most vzdechů). Most byl postaven podle plánů architekta Antonia Contina (?–1660), jehož strýcem byl Antonio da Ponte (asi 1512–1597). V roce 1575 da Ponte vytvořil čestnou předsíň pro síně Signorie a Senátu zvanou Sala delle Quattro Porte (Síň čtyř dveří) a to podle projektu Andrey Palladia (1508–1580).

## Vnější podoba paláce
Dóžecí palác, stejně jako historická část Benátek, byl postaven na borovicových nebo modřínových kůlech. Těleso budovy, tvořené třemi křídly seskupenými kolem vnitřního nádvoří, nese portikus s arkádami, nad nimž se nachází zdobná lodžie. Nejstarší je jižní křídlo přivrácené k laguně, poté křídlo západní orientované do Piazzetty, a nakonec křídlo východní, umístěné podél úzkého kanálu Rio del Palazzo. Jižní fasáda paláce, postavená v letech 1342 až 1350, je dlouhá 71,5 m a má v přízemí 17 arkád, na nichž spočívá dvojnásobný počet gotických oblouků s kružbami, čímž vzniká horní otevřená galerii s výhledem na lagunu. Fasáda přiléhající k Piaztettě, jež měří 75 m, byla rekonstruována až za dóžete Francesca Foscariho v letech 1422 až 1438. 

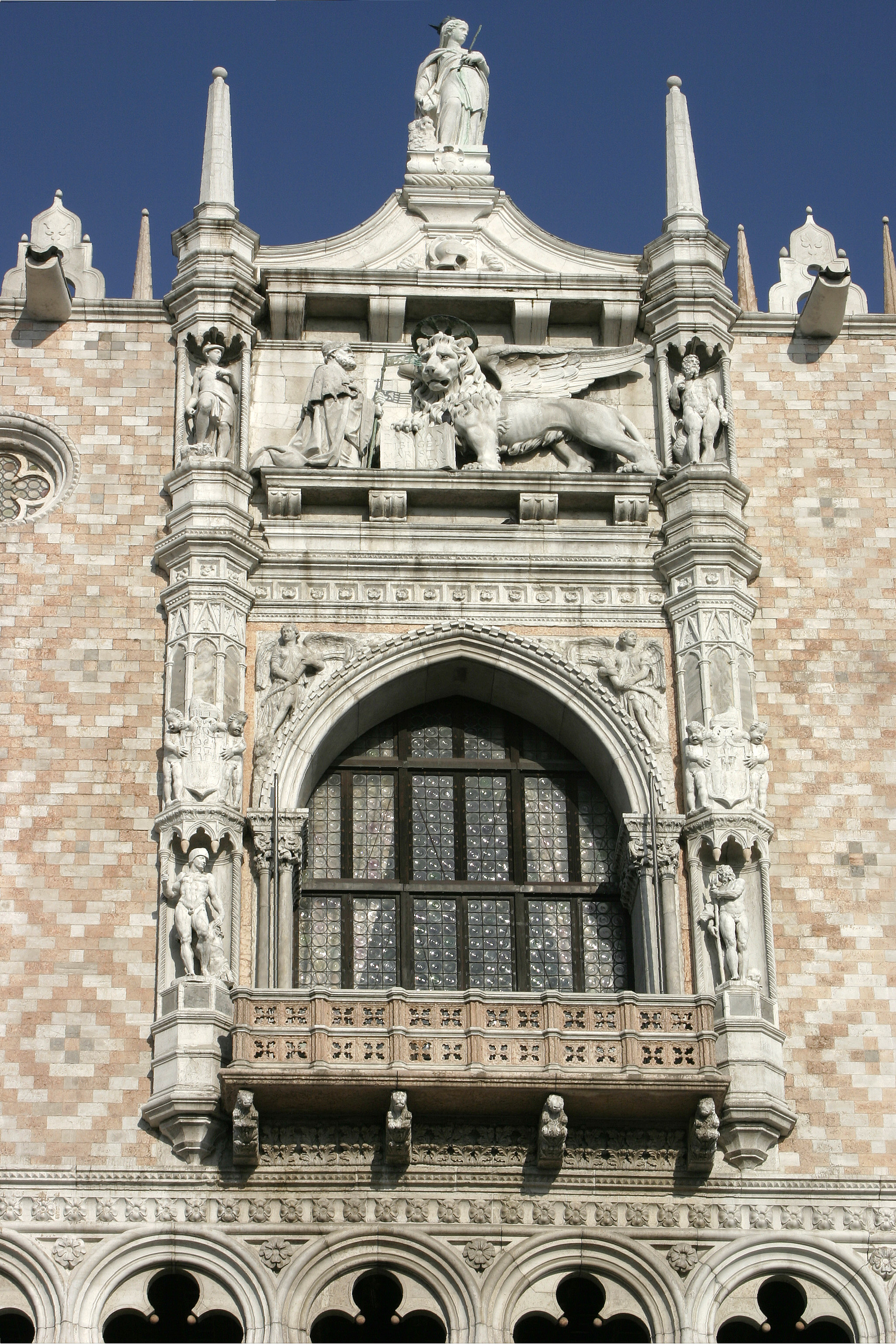
Lodžiové okno s výhledem na Piazzettu s reliéfem dóžete Andrey Grittiho z 16. století)

Na obou těchto křídlech je umístěno sedm oken, z nichž čtvrté, prostřední, je lodžiové, s bohatě zdobeným ostěním. Lodžie na západní straně pochází z let 1532 až 1538. Byla zhotovena podle projektu Jacopa Sansovina jako reminiscence na již dříve postavenou lodžii na jižním křídle paláce, jež je dílem příslušníků rodiny Bon. Nad touto k Piazzettě přivrácené lodžii je reliéf znázorňující dóžete Andreu Grittiho klečícího před lvem sv. Marka, symbolem Benátské republiky. Na vrcholu štítu je umístěna socha zobrazující Spravedlnost. Tak byla palácová průčelí na jižní a západní straně paláce architektonicky sjednocena již v polovině 15. století. Na východní straně lze ještě rozlišit původní gotické cihlové zdivo jižní strany, které přechází v renesanční východní část paláce. Zdobí ho jediná socha známá jako Třetí Noemův syn. Na dotvoření vnitřního nádvoří paláce se na jeho severní straně podílí fasáda baziliky svatého Marka.

## Vnitřní nádvoří
Monumentální vstup do paláce a dále na vnitřní palácové nádvoří představuje Porta della Carta, kterou v gotickém stylu navrhl Bartolomeo a Giovanni z rodiny Bon (někdy psáno jako Bono). Na tuto Brána navazuje krátká chodba, která končí obloukem Arco Foscari, který spatříme na vnitřním nádvoří paláce. Je obklopena arkádami a lodžiemi postavenými v letech 1485 až 1501. Jižní a západní strana nádvoří má vzhled benátské gotiky, východní strana, realizovaná podle návrhu Antonia Rizziho, má renesanční podobu. Na nádvoří byly zbudovány dvě bohatě manýristicky zdobené studny – studna Alberghetti a studna Niccola de´Conti, určené k zásobování paláce vodou. Vnitřnímu nádvoří dominuje nádherné schodiště Scala dei Giganti, nazvané podle dvou velkých Sansovinových soch znázorňujících bohy Marta a Neptuna. Ty měly symbolizovat vládu Benátek nad pevninou i mořem. Vedle Scala dei Giganti, Sansovino navrhl i další schody s názvem Scala d’Oro. Po nich se lze dostat do prostor bohatě zdobených sálů paláce.

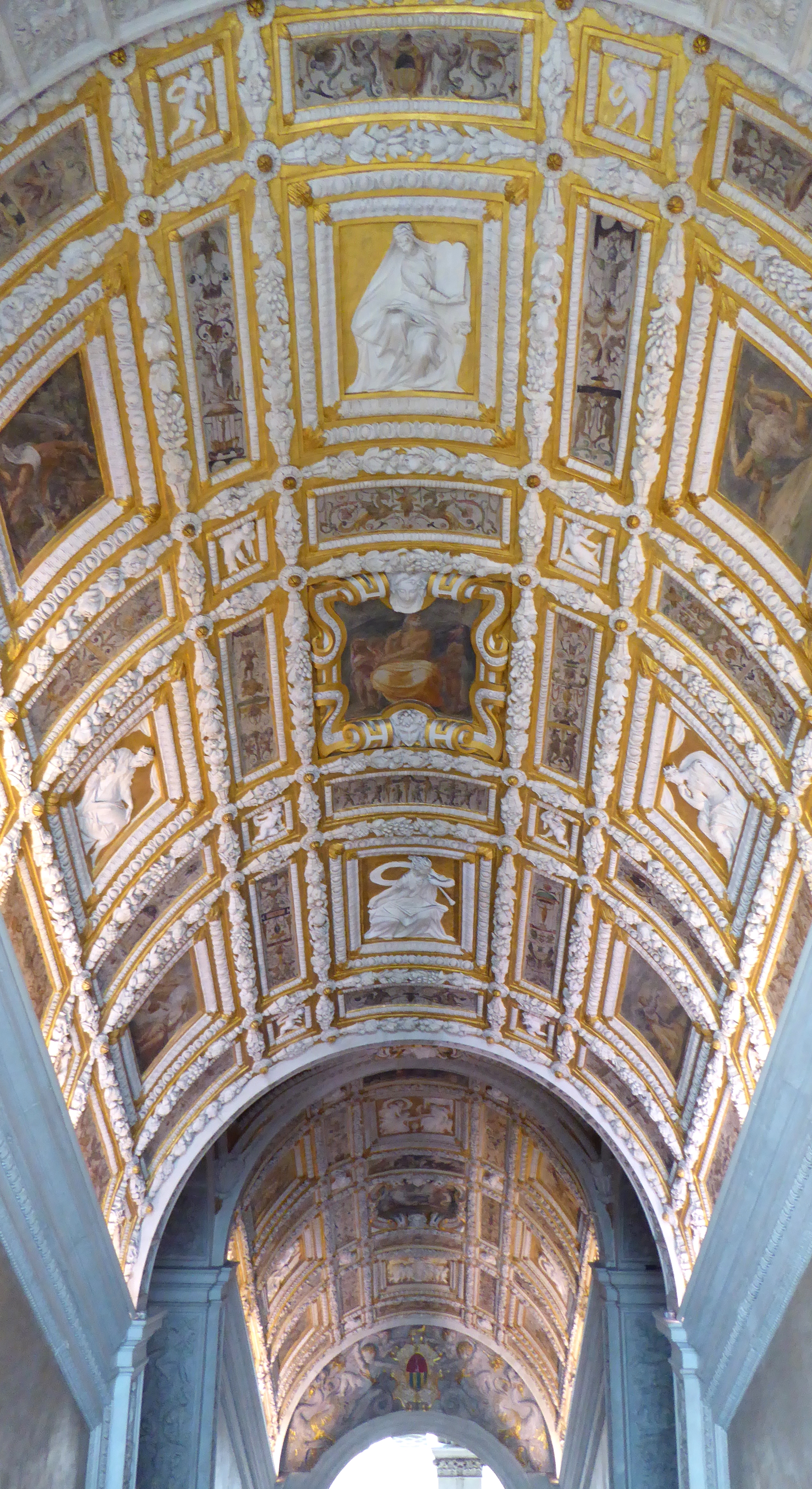
Scala d’Oro („Zlaté schodiště“) navrhl Jacopo Sansovino. Název odkazuje na výzdobu stropu zlaceným štukem (provedl Alessandro Vittorio, 1554/58)

Poslední, severní stranu tohoto nádvoří tvoří přiléhající bazilika San Marco. Na tomto nádvoří, do kterého je nyní hlavní vchod z jihu (Porta del Frumenro), se konaly nejen turnaje, ale na Zlatém schodišti (Scala d’Oro) se odehrávaly i knížecí korunovace, kdy dóže byl „korunován“ čapkou zvanou corno dogale či zogia.

## Sály a jejich výzdoba
Na Zlaté schodiště navazují nádherně zdobené sály. 

Dóžecí palác v Benátkách (Plán sálů ve druhém patře východního křídla paláce; ilustrace Francesca Zanotta, 1841)

Jedno rameno Zlatého schodiště vede do Sala delle Quattro Porte, místnosti se čtyřmi dveřmi vedoucími do přilehlých prostor. Strop sálu navrhl Andrea Palladio (1508–1580) a freskami vyzdobil Jacopo Tintoretto, zv. Robusti (1518/19–1594). K této místnosti přiléhá sál zvaný Sala dell´Anticollegio, který sloužil jako předsálí pro vzácné hosty. Na stěnách jsou vyobrazeny mytologické příběhy namalované Tintorettem a jeho spolupracovníky. Naproti oknu je vystaven Veronesův obraz Únos Európy, který v roce 1797 Napoleon Bonaparte odvezl do Paříže, ale obraz byl později vrácen.

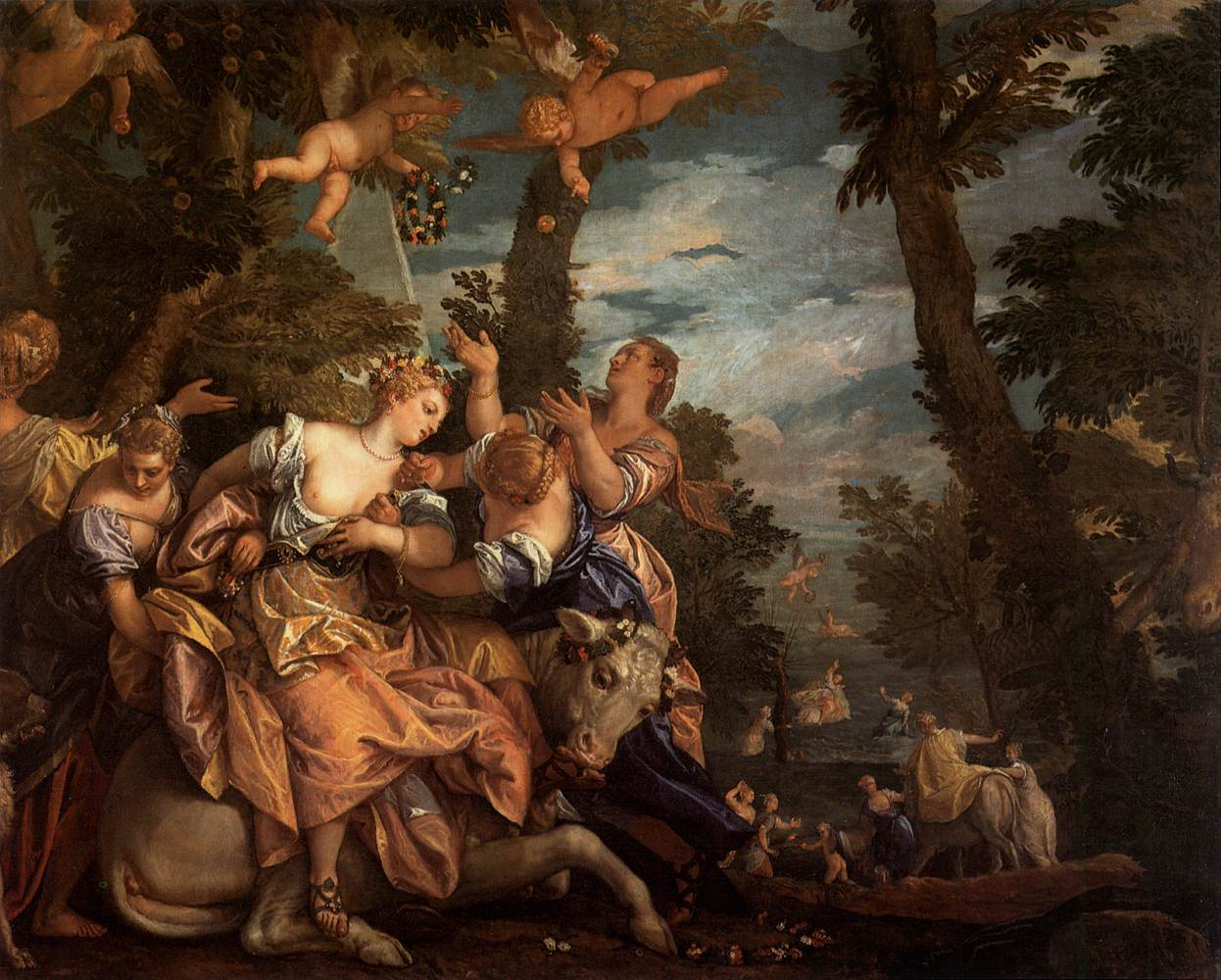
Únos Európy (Paolo Veronese, asi 1578; Sala dell´Anticollegio, Dóžecí palác, Benátky)

Ze Sala dell´Anticollegio se vstupuje do nejkrásnější palácové místnosti zvaná Sala del Collegio, ve které se scházelo Collegio, benátská rada reprezentovaná dóžetem, jeho šesti rádci a velkým kancléřem. Tady přijímali vyslance a významné hosty Benátské republiky. Na strop této místnosti Paolo Veronese (1528/29–1588) namaloval jedenáct pláten symbolizujících benátské ctnosti. Velký Veronesův obraz nad dóžecím křeslem znázorňuje okamžik, kdy dóže Sebastiano Venier vzdává díky za vítězství v bitvě s Turky u Lepanta.

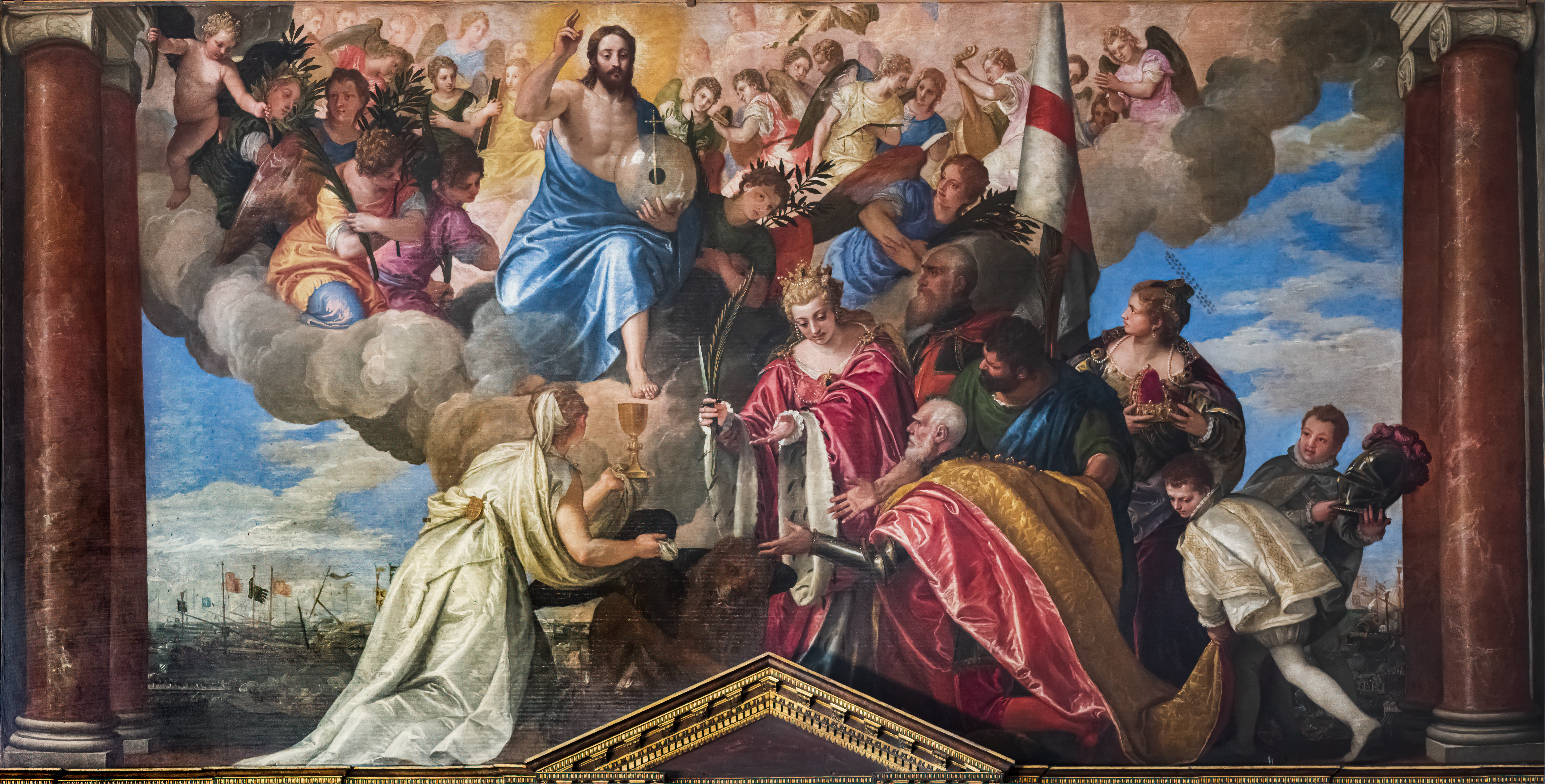
Votivní obraz dóžete Sebastiana Veniera jako díkuvzdání po bitvě u Lepanta (Paolo Veronese, 1581/82; Sala del Collegio, Dóžecí Palác, Benátky)

Paralelně se Sala dell´Anticollegio a Sala del Collegio je umístěna Sala del Senato, ve které dóže probíral se dvěma sty senátorů otázky zahraniční bezpečnosti Benátek. Výzdobu sálu tvoří malby od Jacopa Tintoretta, zv. Robusti, jeho syna Domenica Robustiho (1560–1635) a pracovníků dílny.
Na opačné straně se vstupuje ze Sala delle Quattro Porte do Sala del Consiglio dei Dieci, místnosti, kde se scházela mocná Rada deseti zajišťující bezpečnost Benátské republiky. Strop síně zdobí dvě další Veronesovy malby – Stáří a mládí a Juno nabízí Benátkám dóžecí čapku. V následující místnosti zvané Sala della Bussola provinilci čekali na rozhodnutí Rady deseti. Dřevěnými dveřmi lze vstoupit do místnosti inkvizice zvané Sala dei Tre Capi, odtud do mučírny a vězení. Další místností je Zbrojnice se sbírkou dobových zbraní.

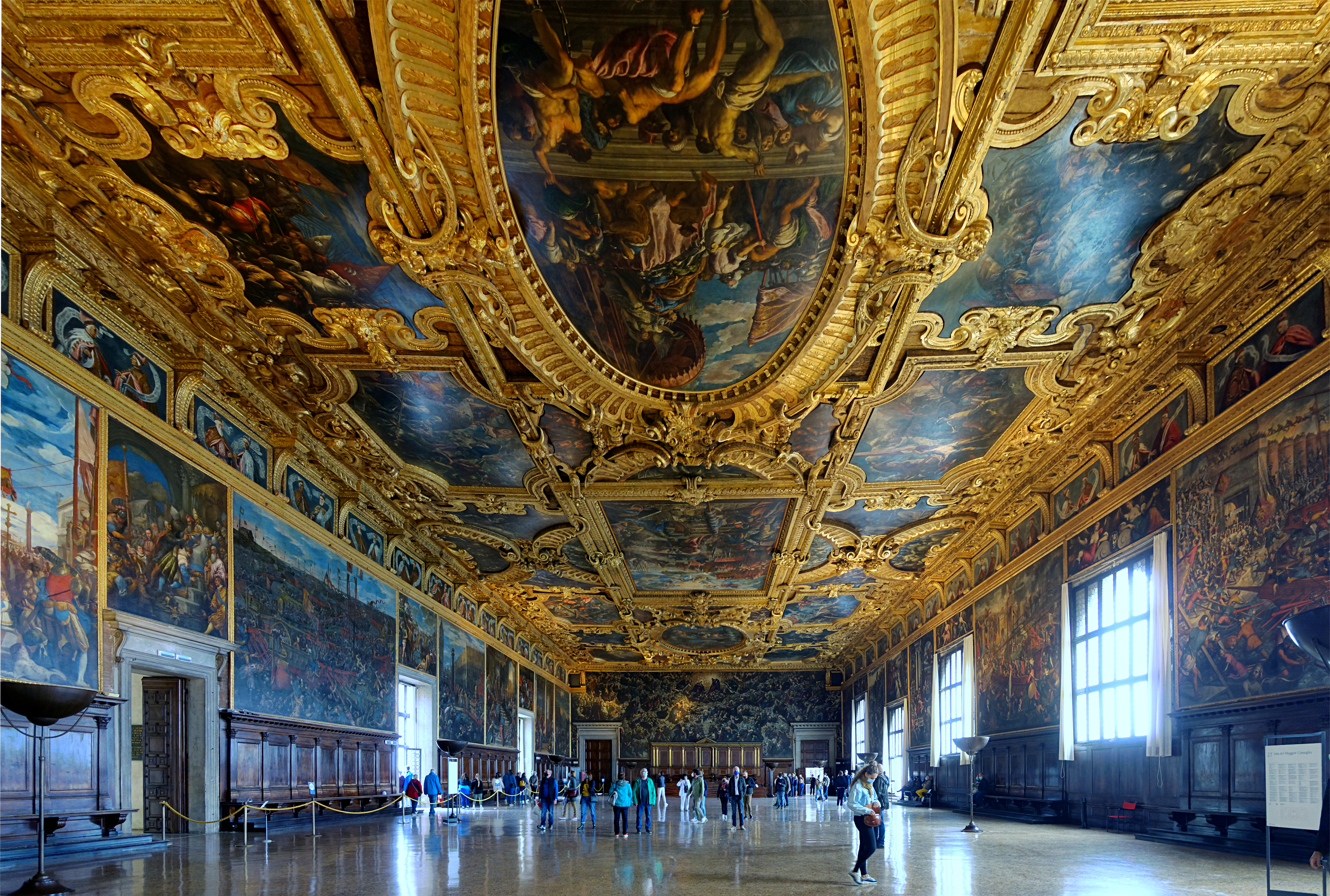
Sala del Maggior Consiglio („Sál Velké rady“ s rozměrným Tintorettovým obrazem „Ráj“ v pozadí)

Schodištěm Scala dei Censori se lze dostat do rozsáhlého, bohatě zdobeného sálu zvaného Sala del Maggior Consiglio, který vyplňuje větší část palácového křídla přivráceného k laguně. V něm se scházela „Velká rada“, která fungovala jako dolní komora benátského parlamentu. V polovině 16. století ji reprezentovalo na dva tisíce členů. Ti se rekrutovali z řad Benátčanů starších 25 let, kteří uzavřeli sňatek se ženou nízkého původu. Impozantní sál o rozměrech 54 x 25 metrů byl postaven mezi roky 1340 a 1355. V  poslední čtvrtině 16. století strop sálu vyzdobili nejlepší benátští malíři té doby. V letech 1580 až 1584 Jacopo Tintoretto zhotovil většinu maleb na stropě tohoto sálu, ale na jeho výzdobě se podíleli i Paolo Veronese, Palma il Giovane (1544/48–1628) a Francesco Bassano (1549–1592). V letech 1588 až 1592 namalovali Jacopo Tintoretto se synem Domenicem Robustim a jejich dílnou jeden z nejrozměrnějších obrazů všech dob nazývaný „Ráj“ (7 x 22 metrů), který vyplňuje celou východní stranu sálu. 
Pokoje dóžete se nacházejí na druhém patře východního křídla paláce a jsou překvapivě malé. Jejich interiérové vybavení si zajišťoval každý dóže sám. Z těchto pokojů měl dóže přímý vstup do Sala del Maggior Consiglio.

## Bazilika svatého Markajako součást vnitřníhonádvoří
Chrám na svém hlavním průčelí vystavuje na odiv čtyři bronzové koně, které Benátčané uloupili z byzantského hipodromu v Konstantinopoli. K původně hlavnímu vstupu do Dóžecího paláce Portou della Carta vede úzká ulička, jejíž levou stranu tvoří jižní strana tělesa baziliky svatého Marka. Na jejím rohu je umístěno porfyrové sousoší zvané Tetrarchové pocházející z Egypta. Bylo zhotoveno ve 4. století n. l. a zřejmě představuje císaře Diocletiana a jeho pomocníky ve vládě nad rozsáhlou Římskou říší. Byli jimi Maximianus, Galerius a Constantius Chlorus. Na bazilice jsou vystaveny jen kopie těchto dvou sousoší z období antického Říma. Dnešní bazilika svatého Marka, označovaná až do začátku 19. století jako „dóžecí kaple“, vznikla v 2. polovině 11. století a reprezentuje to nejlepší z byzantského a románského stavitelství. Bazilika, která se stala biskupským kostelem až po roce 1807,  tak spolu s dóžecím palácem představuje zcela výjimečný architektonický komplex.